# Daniele Comboni

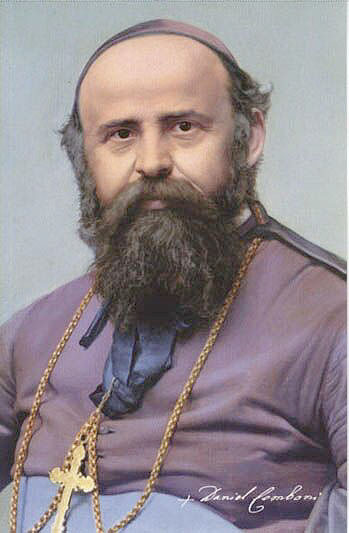

Daniele Comboni (Limone sul Garda, 15 maart 1831 – Khartoem, 10 oktober 1881) was de ordestichter van de Combonianen. 
Comboni was apostolisch vicaris voor Centraal-Afrika, het latere aartsbisdom Khartoum. Hij was titulair bisschop van Claudiopolis in Isauria, dat al eeuwen de Turkse naam Mut draagt.

## Leven en werk
Comboni groeide op in een arm boerengezin. Hij was de enige van acht kinderen die de kinderjaren overleefde. Hij studeerde in Verona aan een door Nicalo Mazza gesticht instituut. 
In 1854 werd hij tot priester gewijd, en drie jaar later reisde hij met vijf andere missionarissen van het Mazza-instituut naar Afrika. Na een reis van vijf maanden bereikten ze hun bestemming in Khartoem in Soedan. Drie van zijn reisbroeders kwamen daarbij om het leven, dat kan hem ertoe gebracht hebben zijn leven in dienst te stellen van de Afrikaanse bevolking. In 1864 keerde hij naar Italië terug om een nieuwe strategie voor het missiewerk te ontwikkelen. Hij probeerde vervolgens in heel Europa ondersteuning voor zijn project te krijgen.
In 1867 stichtte hij in Verona de Comboni Missionarissencongregatie van het Hart van Jezus (voor mannen). Nog in hetzelfde jaar opende hij een vestiging daarvan in Caïro. In 1870 berichtte hij tijdens het Eerste Vaticaans Concilie aan paus Pius IX over zijn plannen voor het missiewerk in Afrika. In 1871 stelde hij een reglement voor zijn congregatie op. In 1872 stichtte hij de Combonicongregatie voor missionaire zusters. Ook richtte hij een tijdschrift voor het missiewerk in Afrika op, dat tegenwoordig nog steeds onder de titel Nigrizia verschijnt, ook in digitale versie.
De congregaties kregen in 1895 ook een vestiging bij Brixen in Zuid-Tirol. Daar werden Duitstalige missionarissen en zusters opgeleid voor het missiewerk. De Italiaanstalige opleiding vond plaats in Verona. Het opnieuw in gang zetten van het missiewerk in Centraal-Afrika is aan hem te danken. Comboni was de eerste die voor dit werk in Afrika ook vrouwen inschakelde, hij richtte nieuwe missieposten op in onder andere El Obeid en Delen in Soedan. In 1873 ging hij weer naar Khartoem, in 1877 werd hij tot aartsbisschop van dat bisdom benoemd. Vier jaar later, in 1881, overleed hij aan cholera. In 1996 werd hij zalig verklaard, en in 2003 ook heilig verklaard. Hij wordt herdacht op 10 oktober, zijn overlijdensdatum.
Comboni sprak Engels, Frans, Duits, Arabisch en kon zich tevens in enkele Afrikaanse dialecten uitdrukken (Dinka en Nubisch). Een belangrijk facet van zijn missiewerk was zijn strijd tegen de slavernij en het bevrijden van jongens en meisjes daaruit.
Tegenwoordig werken ongeveer 3500 leden van de Combonianen (MCCJ) in 40 landen in Afrika en Midden-Amerika.